# Zwemmen op de Olympische Zomerspelen 2020 – 200 meter rugslag mannen
De 200 meter rugslag mannen op de Olympische Zomerspelen 2020 vond plaats op 28 juli, series, 29 juli halve finales, en 30 juli 2021, finale. Na afloop van de series kwalificeerden de zestien snelste zwemmers zich voor de halve finales, de snelste acht uit de halve finales gingen door naar de finale. Regerend olympisch kampioen was Ryan Murphy.

## Records
Voorafgaand aan het toernooi waren dit het wereldrecord en het olympisch record
| Wereldrecord     | Aaron Peirsol | 1.51,92 | Rome   | 31 juli 2009    |
| Olympisch record | Tyler Clary   | 1.53,41 | Londen | 2 augustus 2012 |

## Uitslagen

### Series
| Rang | Serie | Baan | Naam                 | Land             | Tijd    | Bijz. |
| ---- | ----- | ---- | -------------------- | ---------------- | ------- | ----- |
| 1    | 2     | 4    | Luke Greenbank       | Groot-Brittannië | 1.54,63 | Q     |
| 2    | 4     | 4    | Jevgeni Rylov        | Russische ploeg  | 1.56,02 | Q     |
| 3    | 4     | 5    | Bryce Mefford        | Verenigde Staten | 1.56,37 | Q     |
| 4    | 2     | 1    | Lee Ju-ho            | Zuid-Korea       | 1.56,77 | Q     |
| 5    | 1     | 4    | Grigori Tarasevitsj  | Russische ploeg  | 1.56,82 | Q     |
| 6    | 2     | 6    | Radosław Kawęcki     | Polen            | 1.56,83 | Q     |
| 7    | 3     | 4    | Ryan Murphy          | Verenigde Staten | 1.56,92 | Q     |
| 8    | 2     | 5    | Ryosuke Irie         | Japan            | 1.56,97 | Q     |
| 9    | 4     | 3    | Keita Sunama         | Japan            | 1.57,07 | Q     |
| 10   | 4     | 2    | Tristan Hollard      | Australië        | 1.57,24 | Q     |
| 11   | 3     | 6    | Roman Mityukov       | Zwitserland      | 1.57,45 | Q     |
| 12   | 4     | 6    | Brodie Williams      | Groot-Brittannië | 1:57.48 | Q     |
| 13   | 4     | 8    | Nicolás García       | Spanje           | 1.57,62 | Q     |
| 14   | 2     | 3    | Ádám Telegdy         | Hongarije        | 1.57,70 | Q     |
| 15   | 3     | 5    | Xu Jiayu             | China            | 1.57,76 | Q, WD |
| 16   | 2     | 7    | Markus Thormeyer     | Canada           | 1.57,85 | Q     |
| 17   | 3     | 3    | Yohann Ndoye Brouard | Frankrijk        | 1.57,96 | Q     |
| 18   | 4     | 7    | Jan Čejka            | Tsjechië         | 1.58,02 |       |
| 19   | 4     | 1    | Christian Diener     | Duitsland        | 1.58,27 |       |
| 20   | 3     | 2    | Matteo Restivo       | Italië           | 1.58,36 |       |
| 21   | 1     | 5    | Martin Binedell      | Zuid-Afrika      | 1.58,47 |       |
| 22   | 3     | 1    | Francisco Santos     | Portugal         | 1.58,58 |       |
| 23   | 2     | 8    | Berke Saka           | Turkije          | 1.58,66 |       |
| 24   | 2     | 2    | Kaloyan Levterov     | Bulgarije        | 1.58,96 |       |
| 25   | 3     | 7    | Mewen Tomac          | Frankrijk        | 1.59,02 |       |
| 26   | 1     | 6    | Robert Glință        | Roemenië         | 1.59,18 |       |
| 27   | 3     | 8    | Jakub Skierka        | Polen            | 1.59,30 |       |
| 28   | 1     | 3    | Yakov Toumarkin      | Israël           | 1.59,65 |       |
| 29   | 1     | 2    | Merdan Ataýew        | Turkmenistan     | 2.03,68 |       |

### Halve finales
| Rang | Serie | Baan | Naam                 | Land             | Tijd    | Bijz. |
| ---- | ----- | ---- | -------------------- | ---------------- | ------- | ----- |
| 1    | 1     | 4    | Jevgeni Rylov        | Russische ploeg  | 1.54,45 | Q     |
| 2    | 2     | 4    | Luke Greenbank       | Groot-Brittannië | 1.54,98 | Q     |
| 3    | 2     | 6    | Ryan Murphy          | Verenigde Staten | 1.55,38 | Q     |
| 4    | 1     | 1    | Ádám Telegdy         | Hongarije        | 1.56,19 | Q     |
| 5    | 2     | 1    | Nicolás García       | Spanje           | 1.56,35 | Q     |
| 6    | 2     | 5    | Bryce Mefford        | Verenigde Staten | 1.56,37 | Q     |
| 7    | 1     | 3    | Radosław Kawęcki     | Polen            | 1.56,68 | Q     |
| 8    | 1     | 6    | Ryosuke Irie         | Japan            | 1.56,69 | Q     |
| 9    | 1     | 8    | Yohann Ndoye Brouard | Frankrijk        | 1.56,83 |       |
| 10   | 1     | 2    | Tristan Hollard      | Australië        | 1.56,92 |       |
| 11   | 1     | 5    | Lee Ju-ho            | Zuid-Korea       | 1.56,93 |       |
| 12   | 2     | 3    | Grigori Tarasevitsj  | Russische ploeg  | 1.57,06 |       |
| 13   | 2     | 7    | Roman Mityukov       | Zwitserland      | 1.57,07 |       |
| 14   | 2     | 2    | Keita Sunama         | Japan            | 1.57,16 |       |
| 15   | 1     | 7    | Brodie Williams      | Groot-Brittannië | 1.57,73 |       |
| 16   | 2     | 8    | Markus Thormeyer     | Canada           | 1.59,36 |       |

### Finale
| Rang   | Baan | Naam             | Land             | Tijd    | Bijz. |
| ------ | ---- | ---------------- | ---------------- | ------- | ----- |
| Goud   | 4    | Jevgeni Rylov    | Russische ploeg  | 1.53,27 | OR    |
| Zilver | 3    | Ryan Murphy      | Verenigde Staten | 1.54,15 |       |
| Brons  | 5    | Luke Greenbank   | Groot-Brittannië | 1.54,72 |       |
| 4      | 7    | Bryce Mefford    | Verenigde Staten | 1.55,49 |       |
| 5      | 6    | Ádám Telegdy     | Hongarije        | 1.56,15 |       |
| 6      | 1    | Radosław Kawęcki | Polen            | 1.56,39 |       |
| 7      | 8    | Ryosuke Irie     | Japan            | 1.57,32 |       |
| 8      | 2    | Nicolás García   | Spanje           | 1.59,06 |       |